# Bække Sogn
Bække Sogn ist eine Kirchspielsgemeinde (dän.: Sogn)  im südlichen Dänemark. Bis 1970 gehörte sie zur Harde Anst Herred im damaligen Ribe Amt, danach zur Vejen Kommune im erweiterten Ribe Amt, die im Zuge der  Kommunalreform zum 1. Januar 2007 in der „neuen“  Vejen Kommune in der Region Syddanmark aufgegangen ist.
Im Kirchspiel leben 1575 Einwohner, davon 1040 im Kirchdorf (Stand:1. Januar 2023). Im Kirchspiel liegt die Kirche „Bække Kirke“.
Nachbargemeinden sind im Norden Vorbasse Sogn (Billund Kommune), im Osten Veerst Sogn, im Südosten Gesten Sogn, im Südwesten Læborg Sogn und im Westen Lindknud Sogn.